# Santa Bárbara (Chile)
Santa Bárbara é uma comuna da província de Biobío, localizada na Região de Biobío, Chile. Possui uma área de 1.254,9 km² e uma população de 13.773 habitantes (2017).
A comuna limita-se: a norte com Quilleco e Antuco; a leste com Alto Biobío; a sul com Quilaco e Mulchén; a oeste com Los Ángeles.
1. ↑  Chile, BCN Biblioteca del Congreso Nacional de (Março de 2023). «Reportes Estadísticos 2024 de Santa Bárbara. Biblioteca del Congreso Nacional de Chile». bcn.cl. Consultado em 5 de novembro de 2024